# 255. Infanterie-Division (Wehrmacht)
La 255. Infanterie-Division fu una divisione dell'esercito tedesco attiva durante la seconda guerra mondiale, che venne creata nel 1939 e fu impiegata nella campagna di Francia e sul fronte orientale, dove fu sciolta nel novembre del 1943.

## Storia

### Formazione e campagna di Francia
La 255. Infanterie-Division fu costituita il 26 agosto 1939 e fu schierata come forza di occupazione nel Protettorato di Boemia e Moravia, dove rimase fino all'inizio della campagna di Francia. Venne spostata sul fronte occidentale nell'aprile 1940, come riserva della 6. Armee ed a maggio marciò oltre la Mosa ed il Canale Alberto nell'area di Lovanio; prese poi parte alle battaglie per Bruxelles e raggiunse la costa vicino a Dunkerque. Successivamente rimase come riserva nell'Heeresgruppe B e raggiunse la Loira, per poi essere trasferita nell'area di Nantes come forza di occupazione e poi di Bordeaux nell'agosto 1940. L'8 ottobre 1940 cedette un terzo delle sue unità alla 134. Infanterie-Division.

### Fronte orientale
Nel marzo 1941 venne trasferita sul fronte orientale, da dove partecipò all'operazione Barbarossa, a partire dal 22 giugno 1941, marciando sul Bug, Bobruisk e Rogachev. Dal settembre 1941 combatté vicino a Smolensk, per poi prendere parte alla battaglia di Mosca, avanzando attraverso l'area di Volokolamsk fino a Klin, subendo pesanti perdite, per poi essere ritirata nel dicembre 1941. Durante la ritirata, attraversò Medyn, Jukhnow e Gshatsk, dove combatté fino al febbraio 1943, quando venne spostata nel settore meridionale, nella zona di Kharkov. Dopo l'offensiva su Kursk, nell'estate del 1943, fu schierata vicino a Belgorod e l'11 agosto incorporò i resti della 332. Infanterie-Division. Nelle successive battaglie di ritirata, nella zona di Graivoron subì pesanti perdite e fu sciolta dalla 4. Panzerarmee il 2 novembre 1943. La maggior parte dei resti della divisione andarono al Korps-Abteilung "B".

## Ordine di battaglia
- Infanterie-Regiment 455
- Infanterie-Regiment 465
- Infanterie-Regiment 475
- Artillerie-Regiment 255
- Pionier-Bataillon 255
- Feldersatz-Bataillon 255
- Panzerabwehr-Abteilung 255
- Aufklärungs-Abteilung 255
- Infanterie-Divisions-Nachrichten-Abteilung 255
- Divisions-Nachschubführer 255[1]

## Decorazioni
Alcuni soldati della 255. Infanterie-division furono premiati per le loro azioni in guerra:
- Croce Tedesca
  - in oro: 6
- Croce di Cavaliere della croce di ferro: 1

## Comandanti
- General der Infanterie Wilhelm Wetzel (26 agosto 1939 - 12 gennaio 1942)
- Generalleutnant Walter Poppe (12 gennaio 1942 - 2 novembre 1943)[1]